# Lijst van rijksmonumenten in Maasdriel
De gemeente Maasdriel telt 45 inschrijvingen in het rijksmonumentenregister. Hieronder een overzicht.

## Alem
De plaats Alem telt 3 inschrijvingen in het rijksmonumentenregister.
| Object         | Oorspronkelijke functie? | Bouwjaar                | Architect | Locatie              | Coördinaten?                  | Nr.?   | Afbeelding        |
| -------------- | ------------------------ | ----------------------- | --------- | -------------------- | ----------------------------- | ------ | ----------------- |
| Hervormde kerk | Kerk en kerkonderdeel    | waarschijnlijk 16e eeuw |           | Sint Odradastraat 12 | 51° 47' 16" NB, 5° 20' 20" OL | 26551  | Meer afbeeldingen |
| Gemaal         | Gemaal                   | 1930-1935               |           | westzijde Veerdam    | 51° 47' 1" NB, 5° 21' 33" OL  | 523788 | Gemaal            |
| Pomphuisje     | Nutsbedrijf              | ca. 1930                |           | oostzijde Veerdam    | 51° 47' 1" NB, 5° 21' 33" OL  | 523789 | Pomphuisje        |

## Ammerzoden
De plaats Ammerzoden telt 4 inschrijvingen in het rijksmonumentenregister.
| Object                             | Oorspronkelijke functie? | Bouwjaar                            | Architect | Locatie                | Coördinaten?                  | Nr.? | Afbeelding        |
| ---------------------------------- | ------------------------ | ----------------------------------- | --------- | ---------------------- | ----------------------------- | ---- | ----------------- |
| Kasteel Ammersoyen                 | Kasteel, buitenplaats    | ca. 1300 (bouw) 17e eeuw (hersteld) |           | Kasteellaan 1          | 51° 45' 6" NB, 5° 13' 46" OL  | 8104 | Meer afbeeldingen |
| Hervormde ruïnekerk                | Kerk en kerkonderdeel    | 14e eeuw en later                   |           | Mr La Grostraat 29     | 51° 45' 4" NB, 5° 13' 37" OL  | 8105 | Meer afbeeldingen |
| Toren van deze Hervormde ruïnekerk | Kerk en kerkonderdeel    | 14e eeuw (oorsprong)                |           | Mr La Grostraat bij 29 | 51° 45' 4" NB, 5° 13' 36" OL  | 8106 | Meer afbeeldingen |
| Vriendschap                        | Boerderij                | eerste helft 19e eeuw               |           | Zandweg 2              | 51° 45' 26" NB, 5° 13' 34" OL | 8107 | Meer afbeeldingen |

## Hedel
De plaats Hedel telt 2 inschrijvingen in het rijksmonumentenregister.
| Object                            | Oorspronkelijke functie? | Bouwjaar | Architect | Locatie                         | Coördinaten?                  | Nr.?  | Afbeelding        |
| --------------------------------- | ------------------------ | -------- | --------- | ------------------------------- | ----------------------------- | ----- | ----------------- |
| Hervormde kerk                    | Kerk en kerkonderdeel    | 1640     |           | Kerkstraat 15                   | 51° 44' 50" NB, 5° 15' 34" OL | 21068 | Meer afbeeldingen |
| Omgracht voormalig kasteelterrein | Kasteel, buitenplaats    |          |           | Koningin Wilhelminastraat bij 6 | 51° 44' 43" NB, 5° 15' 39" OL | 21069 | Meer afbeeldingen |

## Heerewaarden
De plaats Heerewaarden telt 10 inschrijvingen in het rijksmonumentenregister. Zie Lijst van rijksmonumenten in Heerewaarden voor een overzicht.

## Hurwenen
De plaats Hurwenen telt 3 inschrijvingen in het rijksmonumentenregister.
| Object | Oorspronkelijke functie? | Bouwjaar              | Architect | Locatie        | Coördinaten?                  | Nr.?  | Afbeelding        |
| --- | ------------------------ | --------------------- | --------- | -------------- | ----------------------------- | ----- | ----------------- |
| Vento Vivimus | Korenmolen               | 1875                  |           | Molenstraat 22 | 51° 48' 40" NB, 5° 19' 25" OL | 32728 | Meer afbeeldingen |
| Villa Ouderzorg | Woonhuis                 | 1862                  |           | Waaldijk 8     | 51° 48' 56" NB, 5° 19' 15" OL | 32729 | Meer afbeeldingen |
| Boerderij op T-vormige plattegrond. Het woongedeelte heeft een verdieping en draagt een met riet gedekt schilddak. Vensters met luiken | Boerderij                | eerste helft 19e eeuw |           | Waaldijk 61    | 51° 48' 54" NB, 5° 19' 17" OL | 32730 | Meer afbeeldingen |

## Kerkdriel
De plaats Kerkdriel telt 6 inschrijvingen in het rijksmonumentenregister.
| Object                                                                  | Oorspronkelijke functie?  | Bouwjaar                | Architect | Locatie              | Coördinaten?                  | Nr.?   | Afbeelding                   |
| ----------------------------------------------------------------------- | ------------------------- | ----------------------- | --------- | -------------------- | ----------------------------- | ------ | ---------------------------- |
| Sara Catharina                                                          | Industrie- en poldermolen | 1846                    |           | Kievitsham 8         | 51° 45' 49" NB, 5° 20' 14" OL | 26552  | Meer afbeeldingen            |
| Dwarshuis met verdieping en muurankers, op een waarvan het jaartal 1600 | Woonhuis                  | 1600                    |           | Teisterbandstraat 20 | 51° 46' 15" NB, 5° 20' 28" OL | 26553  | Meer afbeeldingen            |
| Pand met links een trapgevel                                            | Woonhuis                  | 17e eeuw                |           | Teisterbandstraat 22 | 51° 46' 15" NB, 5° 20' 28" OL | 26554  | Meer afbeeldingen            |
| Scherpenheuvel                                                          | Boerderij                 | waarschijnlijk 17e eeuw |           | Teisterbandstraat 26 | 51° 46' 13" NB, 5° 20' 28" OL | 26555  | Meer afbeeldingen            |
| Huis "Het Teisterbant"                                                  | Woonhuis                  | 15e eeuw                |           | Teisterbandstraat 27 | 51° 46' 15" NB, 5° 20' 31" OL | 26556  | Meer afbeeldingen            |
| Gietijzeren openbaar urinoir                                            | Straatmeubilair           | ca. 1900                |           | Maasbandijk bij 1    | 51° 46' 32" NB, 5° 20' 31" OL | 523790 | Gietijzeren openbaar urinoir |

## Rossum
De plaats Rossum telt 8 inschrijvingen in het rijksmonumentenregister. Zie Lijst van rijksmonumenten in Rossum (Gelderland) voor een overzicht.

## Well
De plaats Well telt 16 inschrijvingen in het rijksmonumentenregister. Zie Lijst van rijksmonumenten in Well (Gelderland) voor een overzicht.

## Wellseind
De plaats Wellseind telt 1 inschrijving in het rijksmonumentenregister.
| Object                                | Oorspronkelijke functie? | Bouwjaar | Architect | Locatie  | Coördinaten?                  | Nr.?   | Afbeelding        |
| ------------------------------------- | ------------------------ | -------- | --------- | -------- | ----------------------------- | ------ | ----------------- |
| Gave boerderij van het hallehuis-type | Boerderij                | 17e eeuw |           | Klemit 9 | 51° 45' 45" NB, 5° 10' 50" OL | 506242 | Meer afbeeldingen |

Aalten ·
Apeldoorn ·
Arnhem ·
Barneveld ·
Berg en Dal ·
Berkelland ·
Beuningen ·
Bronckhorst ·
Brummen ·
Buren ·
Culemborg ·
Doesburg ·
Doetinchem ·
Druten ·
Duiven ·
Ede ·
Elburg ·
Epe ·
Ermelo ·
Harderwijk ·
Hattem ·
Heerde ·
Heumen ·
Lingewaard ·
Lochem ·
Maasdriel ·
Montferland ·
Neder-Betuwe ·
Nijkerk ·
Nijmegen ·
Nunspeet ·
Oldebroek ·
Oost Gelre ·
Oude IJsselstreek ·
Overbetuwe ·
Putten ·
Renkum ·
Rheden ·
Rozendaal ·
Scherpenzeel ·
Tiel ·
Voorst ·
Wageningen ·
West Betuwe ·
West Maas en Waal ·
Westervoort ·
Wijchen ·
Winterswijk ·
Zaltbommel ·
Zevenaar ·
Zutphen